# François Nicolas Anthoine
Pour les articles homonymes, voir Anthoine.
François Nicolas Anthoine (parfois nommé François-Paul-Nicolas Anthoine), né à Boulay (duché de Lorraine), le 17 mars 1758, mort à Metz, le 19 août 1793, est un homme politique actif durant la Révolution française.

## Biographie
Avant la Révolution, François Anthoine est lieutenant général du bailliage de Boulay. 
Il est élu représentant du tiers état du bailliage de Sarreguemines aux États généraux de 1789. Il siège du côté gauche de l'hémicycle et fréquente le Club des jacobins. Il est élu maire de Metz durant l'intervalle de l'Assemblée législative. Comme Robespierre, Marat, Billaud-Varenne et Desmoulins, il s'oppose à Brissot et prend la parole contre la guerre le 11 janvier 1792. 
Il est élu député du département de la Moselle, le deuxième sur huit, en septembre 1792 à la Convention nationale. Désigné commissaire aux frontières du département du Doubs avec Coustard et Deydier, Coustard et lui déclinent. Ils sont remplacés par Guyton-Morveau et Prieur-Duvernois. Il est élu membre du Comité de Liquidation. Il siège sur les bancs de la Montagne. Il vote la mort sans conditions au procès de Louis XVI. Il est absent à la mise en accusation de Marat et s'abstient de voter sur le rétablissement de la Commission des Douze. 
Il est envoyé en mission avec Levasseur dans les départements de la Meurthe et la Moselle afin d'accélérer la levée en masse. Anthoine obtient un congé pour maladie. 
Il meurt à Metz le 19 août 1793.

## Littérature
Nicolas Anthoine apparait dans le roman La Femme Rouge d'Anne Villemin Sicherman à l'époque où il est maire de Metz. 

## Sources
- Archives parlementaires de 1787 à 1860 : recueil complet des débats législatifs et politiques des Chambres françaises. Première série, 1787 à 1799. Tomes LIII, LVII, LX, LXII, LXIV, LXV, LXVII et LXXI.
- Notices et portraits des députés de 1789, Édité sur demande de l'Assemblée Nationale, 3e trimestre 1989,  (ISBN 2 11 086117-7).